# Марк Тонеллі
Марк Тонеллі  (англ. Mark Tonelli, 13 квітня 1957) — австралійський плавець, олімпійський чемпіон.

## Виступи на Олімпіадах
| Олімпіада     | Дисципліна                            | Місце     |
| ------------- | ------------------------------------- | --------- |
| Монреаль 1976 | естафета 4 × 200 вільним стилем       | 3 h2 r1/2 |
| Монреаль 1976 | плавання на 100 метрів на спині       | 8         |
| Монреаль 1976 | плавання на 200 метрів на спині       | 4         |
| Москва 1980   | плавання на 100 метрів вільним стилем | 5 h1 r2/3 |
| Москва 1980   | естафета 4 × 200 вільним стилем       | 7         |
| Москва 1980   | плавання на 100 метрів на спині       | 7         |
| Москва 1980   | плавання на 200 метрів на спині       | 3 h4 r1/2 |
| Москва 1980   | комплексна естафета 4 × 100           | 1         |